# Gabriel Calderón
Gabriel Humberto Calderón (Rawson, 7 febbraio 1960) è un allenatore di calcio ed ex calciatore argentino di ruolo centrocampista.

## Carriera

### Club
Calderón ha giocato in molte squadre argentine, incluse Racing Club Avellaneda e Independiente. In Europa, ha giocato nel Betis e Paris Saint-Germain.

### Nazionale
Ha fatto parte dell'Argentina under 20 che ha vinto il campionato mondiale di calcio Under-20 nel 1979. Ha giocato anche nel campionato del mondo 1982 e nel campionato del mondo 1990.

### Allenatore
Dopo il ritiro, è stato per un breve periodo un commentatore sportivo, ma successivamente ha scelto di diventare un allenatore. Ha allenato anche due sue ex squadre da calciatore: il Caen e il Losanna.
Calderón ha guidato l'Arabia Saudita dalla fine del 2004 e l'ha guidata nelle qualificazioni per il campionato del mondo 2006. Nella partita decisiva, l'Arabia Saudita ha sconfitto l'Uzbekistan per 3 a 0.
Nonostante questo, è stato licenziato dalla federazione nel 2005, che è rimasta insoddisfatta delle prestazioni della Nazionale saudita nel corso di un torneo continentale. È stato sostituito da Marcos Paquetá.
Il 9 aprile 2007 è stato nominato allenatore dell'Oman. Successivamente ha allenato l'Al-Ittihad.
Il 19 gennaio 2014 è stato nominato, per tre mesi, nuovo tecnico della prima squadra del Betis, prendendo il posto di Juan Carlos Garrido, esonerato dopo aver guidato il Betis in 6 gare (5 di campionato e una di Coppa del Re).

## Palmarès

### Giocatore

#### Club
- Campionato argentino: 1

Independiente: Metropolitano 1983
- Coppa Svizzera: 1

Sion: 1990-1991
- Campionato svizzero: 1

Sion: 1991-92

#### Nazionale
- Campionato mondiale Under-20: 1

Giappone 1979

### Allenatore
- Campionato saudita: 3

Al-Ittihad: 2009
Al-Hilal: 2010, 2011
- Coppa della Corona del Principe saudita: 2

Al-Hilal: 2010, 2011
- Campionato iraniano: 1

Persepolis: 2019-2020